# سنوکوس
سنوکوس (به صربی: Senokos) یک منطقهٔ مسکونی در صربستان است که در دیمیتروگراد واقع شده‌است. سنوکوس ۴۴ نفر جمعیت دارد.